# نمذجة التقييم المتكاملة
نمذجة التقييم المتكاملة (بالإنجليزية: Integrated assessment modelling (IAM))‏ أو النمذجة المتكاملة (بالإنجليزية: integrated modelling (IM))‏ هو مصطلح يُستخدم لوصف نوع من النمذجة العلمية التي تسعى إلى ربط السمات الرئيسية للمجتمع والاقتصاد بالمحيط الحيوي والغلاف الجوي في إطار نمذجة واحدة. تهدف نمذجة التقييم المتكاملة إلى استيعاب عملية صنع سياسات مدروسة في سياق تغير المناخ، وفي مجالات أخرى من التنمية البشرية والاجتماعية. وفي حين تختلف تفاصيل ومدى التخصصات المتكاملة اختلافاً كبيراً من نموذج لآخر فإن نماذج التقييم المتكاملة للمناخ تشمل العمليات الاقتصادية بالإضافة إلى العمليات المُنتجة للغازات الدفيئة والمُسببة للاحتباس الحراري. كما تدمج نماذج أُخرى من التقييم المتكامل جوانب من التنمية البشرية مثل التعليم والصحة والبنية التحتية والحوكمة.
تُعد هذه النماذج متكاملةً لأنها تشمل تخصصات أكاديمية متعددة بما في ذلك الاقتصاد وعلوم المناخ وأنظمة الطاقة واستخدام الأراضي والزراعة والبنية التحتية والصراعات والحوكمة والتكنولوجيا والتعليم والصحة. وتُشتق كلمة "تقييم" من استخدام هذه النماذج لتوفير معلومات للإجابة على أسئلة السياسات ولقياس دراسات التقييم المتكاملة هذه تُستخدم نماذج رقمية ولا تقدم نمذجة التقييم المتكاملة تنبؤات للمستقبل، بل تُقدّر السيناريوهات المحتملة.
هناك أنواع مختلفة من نماذج التقييم المتكاملة فأحد النماذج يُميّز التصنيفات التي تُحدد مسارات أو سيناريوهات التنمية المستقبلية كمياً، ويُقدّم معلومات قطاعية مُفصّلة حول العمليات المُعقّدة المُصمّمة. تُسمّى هنا النماذج القائمة على العمليات. أيضاً هناك نماذج تُجمّع تكاليف تغيّر المناخ والتخفيف من آثاره لإيجاد تقديرات للتكاليف الإجمالية لتغيّر المناخ. يُميّز تصنيف ثانٍ بين النماذج التي تستنبط أنماطًا مُوثّقة (عبر معادلات القياس الاقتصادي) والنماذج التي تُحدّد الحلول الاقتصادية المُثلى (عالمياً) من منظور مُخطّط اجتماعي بافتراض توازن (جزئي) للاقتصاد.

## نماذج قائمة على العمليات

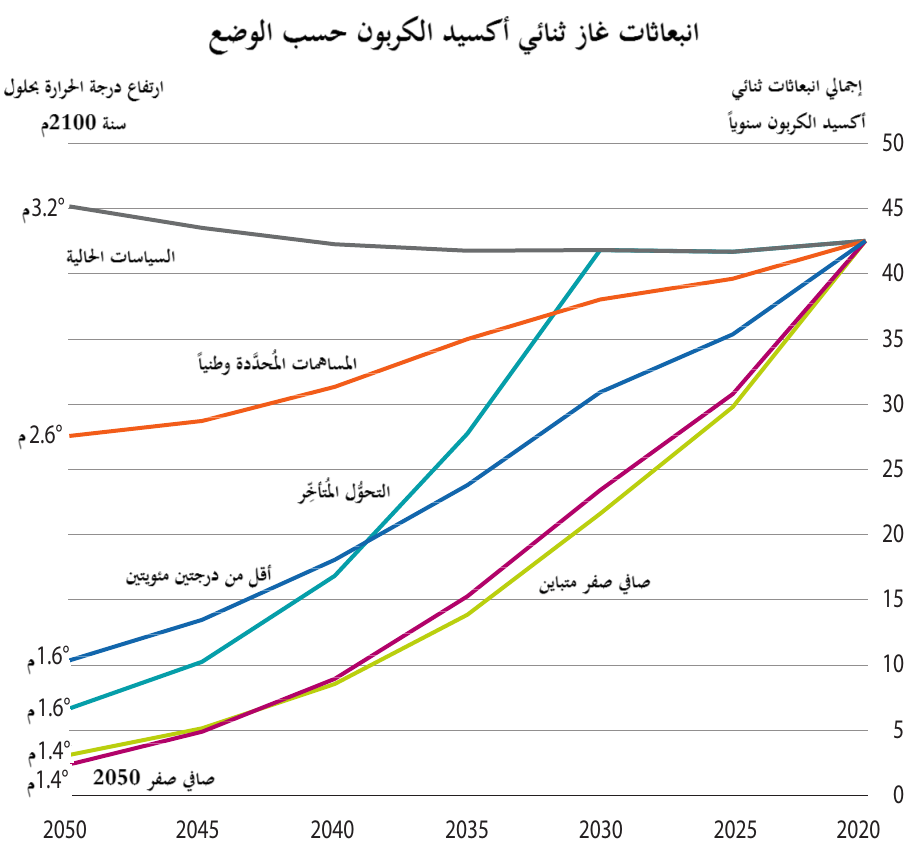
انبعاثات الغازات الدفيئة السنوية في سيناريوهات المناخ المختلفة لـ شبكة تخضير النظام العالمي NGFS عام 2022، استنادًا إلى نموذج REMIND-MAgPIE الذي أعده معهد بوتسدام لأبحاث تأثير المناخ

اعتمدت الهيئة الحكومية الدولية المعنية بتغير المناخ (IPCC) على نماذج التقييم المتكاملة القائمة على العمليات لقياس سيناريوهات التخفيف. وقد استُخدمت لاستكشاف مسارات مختلفة للبقاء ضمن أهداف سياسة المناخ مثل هدف 1.5 درجة مئوية المتفق عليه في اتفاقية باريس. دعمت هذه النماذج الأبحاث بما في ذلك تقييم سياسة الطاقة ومحاكاة المسارات الاجتماعية والاقتصادية المشتركة. أكثر نماذج التنمية بروزاً هي (بالإنجليزية: IMAGE)‏، (بالإنجليزية: MESSAGEix)‏، (بالإنجليزية: AIM/GCE)‏، (بالإنجليزية: GCAM)‏، (بالإنجليزية: REMIND-MAgPIE)‏، و(بالإنجليزية: WITCH-GLOBIOM)‏. ورغم أن هذه الناذج تُقدم سيناريوهات ذات أهمية كبيرة بالنسبة للسياسات فإن تفسير هذه السيناريوهات يجب دائماً أن يكون بعناية دقيقة.
نماذج عدم التوازن المُعتمدة على المعادلات الاقتصادية والقياسية والاقتصاد التطوري مثل نموذج (بالإنجليزية: E3ME1)‏ والنماذج القائمة على الوكيل مثل نموذج (بالإنجليزية: DSK)‏. لا تفترض هذه النماذج عادةً وجود وكلاء عقلانيين ولا وجود توازن السوق على المدى الطويل.

## نماذج التكلفة والفائدة الكلية
تُعد نماذج التقييم المتكامل للتكلفة والفائدة الأدوات الرئيسية لحساب التكلفة الاجتماعية للكربون [الإنجليزية] أو التكلفة الاجتماعية الهامشية لانبعاث طن إضافي من الكربون (على شكل ثاني أكسيد الكربون) في الغلاف الجوي في أي وقت. مثلاًاستخدمت مجموعة العمل المشتركة بين الوكالات الأمريكية نماذج (بالإنجليزية: DICE)‏ و(بالإنجليزية: PAGE)‏ و(بالإنجليزية: FUND)‏ لحساب التكلفة الاجتماعية للكربون كما استُخدمت نتائجها لتحليل التأثير التنظيمي.
يُجرى هذا النوع من النمذجة لتحديد التكلفة الإجمالية لتأثيرات المناخ والتي تُعتبر عمومًا آثارًا خارجية سلبية لا تَرصدها الأسواق التقليدية. ولتصحيح هذا الخلل في السوق تُستخدم ضريبة الكربون غالباً حيث يلزم يلزم تحديد تكلفة الانبعاثات لتحديد قيمة الضريبة. ومع ذلك فإن تقديرات التكلفة الاجتماعية للكربون غير مؤكدة إلى حد كبير وسنبقى صعبة التحديد في المستوى المنظور.
زُعم أن تحليلات سياسات المناخ القائمة على نموذج (بالإنجليزية: IAM)‏ تُعطي انطباعًا زائفًا بالمعرفة والدقة، وقد تخدع صانعي السياسات وتدفعهم إلى الاعتقاد بأن التوقعات التي تُنتجها النماذج تتمتع بنوع من الشرعية العلمية. أيضاً زُعم أن محاولة حساب التكلفة الاجتماعية للكربون مفيدة في فهم تأثير بعض العمليات على تأثيرات المناخ، وكذلك لفهم أحد العوامل الحاسمة في حوكمة اتفاقيات المناخ بشكل أفضل.
لم تُستخدم نماذج التقييم المتكاملة لتقييم المجالات البيئية أو المتعلقة بتغير المناخ فحسب بل استُخدمت أيضًا لتحليل أنماط الصراع، وأهداف التنمية المستدامة،والاتجاهات في مختلف المجالات في أفريقيا، والأمن الغذائي.

## العيوب
جميع النماذج الرقمية تعاني من عيوب وقد تعرضت نماذج التقييم المتكاملة التي درست تغير المناخ خاصةً لانتقادات شديدة بسبب افتراضاتها الإشكالية التي أدت إلى المبالغة في تقدير نسبة التكلفة إلى الفائدة للتخفيف من تغير المناخ ولك لاعتمادها على نماذج اقتصادية غير مناسبة للمشكلة، في عام 2021 درس مجتمع نمذجة التقييم المتكاملة الثغرات فيما يُسمى "مساحة الإمكانيات" وكيفية دمجها ومعالجتها على أفضل وجه. في ورقة عمل نُشرت في أكتوبر 2021 يجادل نيكولاس ستيرن بأن نماذج التقييم المتكاملة الحالية عاجزة بطبيعتها عن استيعاب الحقائق الاقتصادية لأزمة المناخ في ظل تقدمها السريع الحالي.:§6.2
تلقت النماذج التي تستخدم منهجيات التحسين العديد من الانتقادات المختلفة لكن أبز الانتقادات كانت تستند إلى أفكار نظرية الأنظمة الديناميكية التي تفهم الأنظمة على أنها تتغير دون مسار حتمي أو حالة نهائية. وهذا يعني وجود عدد كبير جدًا أو حتى لانهائي من الحالات المحتملة للنظام في المستقبل مع جوانب وديناميكيات لا يمكن معرفتها للمراقبين الحاليين للنظام. أُشير إلى هذا النوع من عدم اليقين حول الحالات المستقبلية لنظام تطوري باسم عدم اليقين "الجذري" أو "الأساسي"، وقد دفع هذا بعض الباحثين إلى الدعوة إلى مزيد من العمل على مجموعة أوسع من المستقبلات المحتملة والدعوة إلى إجراء أبحاث نمذجة على تلك السيناريوهات البديلة التي لم تحظ باهتمام كبير بعد، على سبيل المثال سيناريوهات ما بعد النمو.